# Paraguay en los Juegos Olímpicos de Atlanta 1996
Paraguay estuvo representado en los Juegos Olímpicos de Atlanta 1996 por siete deportistas, seis hombres y una mujer, que compitieron en cinco deportes.
El portador de la bandera en la ceremonia de apertura fue el atleta Ramón Jiménez Gaona. El equipo olímpico paraguayo no obtuvo ninguna medalla en estos Juegos.